# Orden de Isabel
La Orden de Isabel fue una orden exclusivamente femenina del Imperio austrohúngaro destinada a premiar el mérito.

## Historia
El emperador Francisco José fundó la orden el 17 de septiembre de 1898 en memoria de su mujer Isabel de Austria, recientemente asesinada. La titular de la orden fue la patrona de la malograda emperatriz, Santa Isabel de Turingia, reina de Hungría.

## Estructura
La orden contaba con tres clases:
- Damas Gran Cruz
- Damas de primera clase.
- Damas de segunda clase.

A estas tres clases se unía una medalla, cuyas receptoras tomaban el rango inmediatamente inferior a las damas de segunda clase.
El gran maestre era siempre el emperador de Austria.
La orden se entregaba sin distinción de rango o nacimiento, lo que constituía una notable diferencia con la otra orden femenina del Imperio, la orden de la Cruz Estrellada, que sólo admitía mujeres nobles.

## Insignias
La insignia de la orden consistía en una cruz esmaltadas las partes exteriores de cada brazo en color rojo y las partes interiores de cada uno en color blanco, en la forma de la bandera austríaca. En el centro de la cruz se encontraba un medallón circular esmaltado de blanco, con la efigie de la santa patrona de la orden. El medallón estaba rodeado por un borde dorado del mismo color que la efigie. Entre cada uno de los brazos de la cruz se encontraba un ramo de rosas, que según la clase estaba o no esmaltado.
La cinta de la orden era blanca con dos estrechas franjas de color malva a cierta distancia del borde.
La forma de llevar la orden para cada una de las clases era la siguiente:
- Damas de gran cruz: La banda de la orden desde el hombro derecho hasta la cadera izquierda, cruzada por el pecho con una anchura de 66 mm y la placa de la orden en el lado izquierdo del pecho.[2]
- Damas de primera clase: La insignia de la orden colgante de un lazo de la cinta de la orden de 27mm de ancho, de gran tamaño, en el lado izquierdo del pecho.
- Damas de segunda clase: La insignia de la orden colgante de un lazo de menor tamaño que el de las damas de primera clase, en el lado izquierdo del pecho.